# Pont-Évêque
Pont-Évêque település Franciaországban, Isère megyében. Lakosainak száma 5843 fő (2022. január 1.). Pont-Évêque Septème, Serpaize, Vienne és Estrablin községekkel határos.

## Népesség
A település népességének változása:
| Lakosok száma | 2148 | 5542 | 5385 | 5105 | 5148 | 5218 | 5210 | 5313 | 5329 | 5843 |
|               | 1968 | 1982 | 1990 | 2006 | 2013 | 2015 | 2017 | 2019 | 2020 | 2022 |

## Testvérvárosok
- Glynneath, Egyesült Királyság, 1993 óta
- Imbersago, Olaszország, 2003 óta